# Gundremmingen
Gundremmingen – miejscowość i gmina w Niemczech, w kraju związkowym Bawaria, w rejencji Szwabia, w regionie Donau-Iller, w powiecie Günzburg, wchodzi w skład wspólnoty administracyjnej Offingen. Leży częściowo w Parku Natury Augsburg – Westliche Wälder, około 10 km na północny wschód od Günzburga.

## Polityka
Wójtem gminy jest Wolfgang Mayer, rada gminy składa się z 12 osób.
|      | CSU | FWG/UWG | Razem |
| 2008 | 7   | 5       | 12    |
| 2002 | 8   | 4       | 12    |